# NGC 4513
NGC 4513 é uma galáxia lenticular (S0) localizada na direcção da constelação de Draco. Possui uma declinação de +66° 19' 59" e uma ascensão recta de 12 horas, 32 minutos e 01,6 segundos.
A galáxia NGC 4513 foi descoberta em 16 de Outubro de 1866 por Heinrich Louis d'Arrest.